# فهرست شرکت‌های فعال در شهرک‌های کرانه باختری
این فهرستی از شرکت‌های فعال در شهرک‌های کرانه باختری است که توسط شورای حقوق بشر سازمان ملل متحد تهیه شده و توسط دفتر هماهنگی امور بشردوستانه سازمان ملل (OCHA) منتشر شده است. شهرک‌های اسرائیلی در اراضی اشغالی کرانه باختری از جمله بیت‌المقدس شرقی بر اساس قوانین بین‌المللی غیرقانونی محسوب می‌شود.
در پی مأموریت بین‌المللی حقیقت یاب در مورد شهرک‌های اسرائیلی، که تحقیقی در سال ۲۰۱۳ در مورد تأثیر شهرک‌های اسرائیلی بر حقوق فلسطینیان در سرزمین‌های اشغالی بود، قطعنامه ۳۱/۳۶ شورای حقوق بشر درخواست کرد این گزارش تهیه شود و این گزارش ده فعالیت مورد توجه از جمله تأمین تجهیزات ساختمانی، مصالح، خدمات و تأسیسات به شهرک‌ها و ساخت دیوار کرانه باختری، حمایت مالی برای فعالیت‌های شهرک سازی؛ و تأمین تجهیزات تخریب مورد استفاده برای تخریب اموال و دارایی‌های کشاورزی را فهرست کرد.
۱۱۲ بنگاه تجاری در این فهرست وجود دارد که بر اساس «بررسی و ارزیابی کامل کلیه اطلاعات موجود»، ارزیابی شده که «دلایل منطقی برای گرفتن این نتیجه وجود دارد که آنها در یک یا چند مورد از آن فعالیت‌ها دخیل بوده‌اند».
این فهرست شامل شرکت‌های عمدتاً اسرائیلی می‌شود، اما شامل شرکت‌های بین‌المللی برجسته، مانند شرکت‌های مسافرتی مستقر در ایالات متحده، ایربی‌ان‌بی، بوکینگ، اکس‌پدیا و تریپ‌ادوایزر، شرکت فناوری ایالات متحده موتورولا سولوشنز , Egis Rail فرانسه و سازنده تجهیزات ساختمانی بریتانیایی جی‌سی‌بی نیز در آن هستند. از میان نهادهای ذکر شده، ۹۴ مورد در اسرائیل و ۱۸ مورد در شش کشور دیگر استقرار دارند: ایالات متحده (۶)، هلند (۴)، بریتانیا (۳)، فرانسه (۳)، لوکزامبورگ (۱) و تایلند (1).).
شورای حقوق بشر سازمان ملل متحد در گزارش خود خاطرنشان کرد که شرکت‌هایی که در فهرست ذکر شده‌اند همگی مسئول فعالیت‌هایی هستند که «نگرانی‌های حقوق بشری خاصی را ایجاد می‌کند». میشل باچله، کمیسر عالی حقوق بشر سازمان ملل، گفت که این گزارش یک «لیست سیاه» نیست، در حالی که دفتر او خاطرنشان کرد که این فهرست «مشخصات حقوقی از فعالیت‌های مورد بحث، یا مشارکت شرکت‌های تجاری در آنها ارائه نمی‌کند.»
در ۵ ژوئیه ۲۰۲۱، KLP، بزرگ‌ترین صندوق بازنشستگی نروژ، اعلام کرد که سرمایه‌گذاری خود را در ۱۶ شرکتی که در لیست ظاهر شده بودند، واگذار کرده است و می‌گوید: "خطر غیرقابل قبولی وجود دارد که این شرکت‌ها از طریق ارتباط آنها با شهرک‌های اسرائیلی در کرانه باختری اشغالی در نقض حقوق بشر در شرایط جنگ و درگیری نقش داشته باشند.

## فهرست شرکت‌های فعال در شهرک‌های کرانه باختری
در زیر ۱۱۲ شرکت فعال در شهرک‌های کرانه باختری و کشورهای محل استقرار آنها، که در این گزارش ذکر شده است:

### الف) شرکت‌های تجاری درگیر در فعالیت‌های فهرست شده

#### شرکت‌های بین‌المللی
- ایربی‌ان‌بی، ایالات متحده آمریکا [۱۲]
- بوکینگ، هلند [۱۰]
- Egis Rail, فرانسه[۱۰]
- اکسپدیا، ایالات متحده آمریکا [۱۰]
- جی‌سی‌بی، بریتانیا[۱۰]
- Opodo, اسپانیا[۱۰]
- Tahal Group International, هلند [۱۰]
- تریپ‌ادوایزر، ایالات متحده آمریکا [۱۰]

#### شرکت‌های اسرائیلی
- Afikim, اسرائیل[۱۰]
- American Israeli Gas Corporation, اسرائیل[۱۰]
- Amir Marketing and Investments in Agriculture, اسرائیل[۱۰]
- Amos Hadar Properties and Investments, اسرائیل[۱۰]
- انجل بیکریز، اسرائیل[۱۰]
- آرشیویست، اسرائیل[۱۰]
- Ariel Properties Group, اسرائیل[۱۰]
- Ashtrom Industries, اسرائیل[۱۳]
- Ashtrom Properties, اسرائیل[۱۳]
- Avgol Industries 1953, اسرائیل[۱۰]
- بانک پوعلیم، اسرائیل[۱۳]
- بانک لومی، اسرائیل[۱۳]
- بانک اورشلیم، اسرائیل[۱۰]
- Beit Haarchiv, اسرائیل[۱۰]
- بیزک، اسرائیل[۱۳]
- C Mer Industries, اسرائیل[۱۰]
- Café Café Israel, اسرائیل[۱۰]
- Caliber 3, اسرائیل[۱۰]
- سل‌کام، اسرائیل[۱۳]
- Cherriessa, اسرائیل[۱۰]
- Chish Nofei Israel, اسرائیل[۱۰]
- Citadis Israel, اسرائیل[۱۰]
- Comasco, اسرائیل[۱۰]
- Darban Investments, اسرائیل[۱۰]
- دیلک، اسرائیل[۱۳]
- Delta Israel, اسرائیل[۱۰]
- Dor Alon Energy in Israel 1988, اسرائیل[۱۰]
- ایگد، اسرائیل[۱۰]
- انرجیکس، اسرائیل[۱۳]
- EPR Systems, اسرائیل[۱۰]
- Extal, اسرائیل[۱۰]
- Field Produce, اسرائیل[۱۰]
- Field Produce Marketing, اسرائیل[۱۰]
- فرست اینترنشنال بانک اسرائیل، اسرائیل[۱۳]
- Galshan Shvakim, اسرائیل[۱۰]
- Hadiklaim Israel Date Growers Cooperative, اسرائیل[۱۰]
- هات موبایل، اسرائیل[۱۰]
- هات اسرائیل، اسرائیل[۱۰]
- Industrial Buildings Corporation (Mivne Real Estate), اسرائیل[۱۴]
- اسرائیل دیسکانت بانک، اسرائیل[۱۳]
- راه‌آهن اسرائیل، اسرائیل[۱۰]
- Italek, اسرائیل[۱۰]
- Jerusalem Economy, اسرائیل[۱۰]
- کاویم، اسرائیل[۱۰]
- Lipski Installation and Sanitation, اسرائیل[۱۰]
- Matrix IT, اسرائیل[۱۰]
- Mayer Davidov Garages, اسرائیل[۱۰]
- مکوروت، اسرائیل[۱۰]
- مرکانتیل دیسکانت بنک، اسرائیل[۱۰]
- مرکاویم، اسرائیل[۱۰]
- بانک میزراهی-تفاهوت، اسرائیل[۱۳]
- Modi’in Ezrachi Group, اسرائیل[۱۰]
- Mordechai Aviv Taasiot Beniyah 1973, اسرائیل[۱۰]
- موتورولا سولوشنز Israel, اسرائیل[۱۳]
- Municipal Bank, اسرائیل[۱۰]
- Naaman Group, اسرائیل[۱۰]
- Nof Yam Security, اسرائیل[۱۰]
- Ofertex Industries 1997, اسرائیل[۱۰]
- بانک اوتمار هاهیال، اسرائیل[۱۰]
- اورنج اسرائیل، اسرائیل[۱۳]
- پاز اویل کمپانی، اسرائیل[۱۳]
- Pelegas, اسرائیل[۱۰]
- پله‌فون، اسرائیل[۱۰]
- Proffimat, اسرائیل[۱۰]
- Rami Levy Chain Stores Hashikma Marketing 2006, اسرائیل[۱۰]
- Rami Levy Hashikma Marketing, اسرائیل[۱۰]
- Re/Max Israel, اسرائیل[۱۰]
- Shalgal Food, اسرائیل[۱۰]
- Shapir Engineering and Industry, اسرائیل[۱۴]
- شوفرسال، اسرائیل[۱۰]
- Sonol, اسرائیل[۱۰]
- Superbus, اسرائیل[۱۰]
- Supergum Industries 1969, اسرائیل[۱۰]
- Twitoplast, اسرائیل[۱۰]
- Unikowsky Maoz, اسرائیل[۱۰]
- یس اسرائیل، اسرائیل[۱۰]
- Zakai Agricultural Know-how and inputs, اسرائیل[۱۰]
- ZF Development and Construction, اسرائیل[۱۰]
- ZMH Hammermand, اسرائیل[۱۰]
- Zorganika, اسرائیل[۱۰]
- Zriha Hlavin Industries, اسرائیل[۱۰]

### ب) شرکت‌های تجاری که به عنوان شرکت‌های مادر فعالیت می‌کنند

#### شرکت‌های بین‌المللی
- آلستوم، فرانسه[۱۳]
- آلتیس، هلند[۱۳]
- گروه پرایسلاین، ایالات متحده آمریکا[۱۰]
- eDreams ODIGEO, لوگزامبورگ[۱۰]
- Egis Group, فرانسه[۱۰]
- جنرال میلز، ایالات متحده آمریکا[۱۰]
- ایندوراما، تایلند[۱۰]
- Kardan, هلند[۱۰]
- موتورولا سولوشنز، ایالات متحده آمریکا[۱۳]
- Greenkote, بریتانیا[۱۰]

#### شرکت‌های اسرائیلی
- Alon Blue Square, اسرائیل[۱۰]
- Amnon Mesilot, اسرائیل[۱۰]
- Ashtrom Group, اسرائیل[۱۳]
- Brand Industries, اسرائیل[۱۰]
- صنایع دلتا گالیل، اسرائیل[۱۰]
- الکترا، اسرائیل[۱۳]
- Export Investment Company, اسرائیل[۱۰]
- Hadar Group, اسرائیل[۱۰]
- Hamat Group, اسرائیل[۱۰]
- Mayer’s Cars and Trucks Company, اسرائیل[۱۰]
- Natoon Group, اسرائیل[۱۰]
- Villar International, اسرائیل[۱۰]